# Djoliba Athletic Club
El Djoliba Athletic Club és un club de futbol malià de la ciutat de Bamako. Djoliba és el nom del riu Níger en l'idioma local dels Bambara.

## Història
El club es fundà l'any 1960 mitjançant la fusió dels clubs Africa Sport de Bamako i Foyer du Soudan, dos destacats clubs durant l'època colonial francesa.
Durant els anys 70, el president del club, Tiécoro Bagayoko, era molt proper a la dictadura militar de Moussa Traoré, fet que provocà que els seus rivals l'acusessin d'ésser afavorit pel govern.

## Palmarès
- Lliga maliana de futbol:[2]
  - 1966, 1967, 1968, 1971, 1973, 1974, 1975, 1976, 1979, 1982, 1985, 1988, 1990, 1992, 1996, 1997, 1998, 1999, 2004, 2008, 2009, 2012, 2022, 2024

- Copa maliana de futbol:[3]
  - 1965, 1971, 1973, 1974, 1975, 1976, 1977, 1978, 1979, 1981, 1983, 1993, 1996, 1998, 2003, 2004, 2007, 2008, 2009, 2022

- Supercopa maliana de futbol:
  - 1993, 1994, 1997, 1999, 2008, 2012, 2013, 2022

## Jugadors destacats
- Amadou Sidibé